# Жила, Пётр
Пётр Павел Жи́ла (пол. Piotr Paweł Żyła; 16 января 1987, Цешин, Польша) — польский прыгун с трамплина, двукратный чемпион мира, многократный призёр чемпионатов мира по прыжкам с трамплина и полётам на лыжах.

## Биография
Окончил спортивную школу в Закопане. В Кубке мира дебютировал 21 января 2006 года на этапе в Саппоро, заняв там 19 место и заработав первые очки. 
В 2013 году на чемпионате мира по лыжным видам спорта в Валь-ди-Фьемме в командных соревнованиях на большом трамплине (HS 134) в составе польской сборной завоевал бронзовую медаль. 17 марта 2013 года на этапе Кубка мира в Осло одержал свою первую победу, при этом разделив первое место с Грегором Шлиренцауэром. 
Принимал участие в Олимпийских играх в Сочи в 2014 году, где занял 4-е место с командой и 34-е на большом трамплине.
А 22 марта 2014 года на заключительных командных соревнованиях Кубка мира сезона 2013/14, проходивших в Планице, установил новый рекорд большого трамплина, прыгнув на 141 м.
На чемпионате мира 2015 года в Фалуне Пётр Жила вновь стал третьим в командных соревнованиях на большом трамплине (HS 134), а также показал свой лучший индивидуальный результат — 9-е место на большом трамплине. 
Женат, двое детей.  